# Крикау (Алба)
Крикау (рум. Cricău) насеље је у Румунији у округу Алба у општини Крикау. Општина се налази на надморској висини од 397 m.

## Историја
Према државном шематизму православног клира Угарске 1846. године у месту Крако живело је 221 породица, са придодатим филијалним - 51 из Киралипатака. Православни парох био је тада Петар Труца којем је помагао капелан поп Симеон Поповић.

## Становништво
Према подацима из 2002. године у насељу је живело 2097 становника.

### Попис2002.
| Расподела становништва по националности 2002.‍ | Расподела становништва по националности 2002.‍ | Расподела становништва по националности 2002.‍ | Расподела становништва по националности 2002.‍ | Расподела становништва по националности 2002.‍ |
| --------------------------------------------- | --------------------------------------------- | --------------------------------------------- | --------------------------------------------- | --------------------------------------------- |
|                                               |                                               |                                               |                                               |                                               |
| Румуни                                        | Румуни                                        |                                               | 2.068                                         | 98,8%                                         |
| Мађари                                        | Мађари                                        |                                               | 8                                             | 0,4%                                          |
| Роми                                          | Роми                                          |                                               | 11                                            | 0,5%                                          |
| Италијани                                     | Италијани                                     |                                               | 7                                             | 0,3%                                          |

### Хронологија
| Година       | 1992 | 1993 | 1994 | 1995 | 1996 | 1997 | 1998 | 1999 | 2000 | 2001 | 2002 | 2003 | 2004 | 2005 | 2006 | 2007 | 2008 | 2009 | 2010 | 2011 | 2012 | 2013 | 2014 | 2015 | 2016 | 2017 |
| ------------ | ---- | ---- | ---- | ---- | ---- | ---- | ---- | ---- | ---- | ---- | ---- | ---- | ---- | ---- | ---- | ---- | ---- | ---- | ---- | ---- | ---- | ---- | ---- | ---- | ---- | ---- |
| Становништво | 2112 | 2078 | 2056 | 2016 | 1987 | 1974 | 1939 | 1915 | 1936 | 1948 | 1949 | 1948 | 1961 | 1988 | 2013 | 2053 | 2072 | 2090 | 2096 | 2102 | 2095 | 2108 | 2100 | 2106 | 2103 | 2088 |